# Louppy-sur-Loison
Louppy-sur-Loison település Franciaországban, Meuse megyében. Lakosainak száma 118 fő (2022. január 1.). Louppy-sur-Loison Juvigny-sur-Loison, Brandeville, Iré-le-Sec, Mouzay, Murvaux és Remoiville községekkel határos.

## Népesség
A település népességének változása:
| Lakosok száma | 159  | 111  | 113  | 120  | 135  | 148  | 126  | 113  | 113  | 118  |
|               | 1968 | 1982 | 1990 | 2006 | 2013 | 2015 | 2017 | 2019 | 2020 | 2022 |